# Jacques Corriveau
Joseph Léger Louis Jacques Corriveau, né le 11 mars 1933 à Montmagny et mort le 23 juin 2018, est un homme d'affaires québécois propriétaire de la firme de design Pluri Design Canada Inc. L'étroite participation de son entreprise avec le gouvernement canadien a placé sa société au centre du scandale des commandites.
Corriveau est connu pour avoir un rapport très étroit avec l'ancien premier ministre du Canada Jean Chrétien. Il le rencontra pour la première fois en 1976 et fut un participant de la course à la direction du Parti libéral du Canada pour lui en 1984. En 1990, Corriveau était organisateur de la seconde campagne de Jean Chrétien.
Avec Pluri Design, Corriveau fut le concepteur de plusieurs pavillons à l'Exposition universelle de 1967 à Montréal, ainsi que du village des athlètes pour les Jeux olympiques d'été de 1976 tenus à Montréal. La société a également obtenu plusieurs contrats majeurs pour imprimer les affiches électorales libérales lors des élections fédérales de 1993, 1997 et 2000.
L'enquête de la Commission Gomery a constaté que les activités de Pluri Design avaient rapporté près de 9 millions de dollars à partir des contrats reliés par patronage. Ainsi, Jacques Corriveau a personnellement gagné approximativement 5 millions de dollars comme sous-traitant pour Groupaction.
En décembre 2013 Corriveau a été accusé de trafic d'influence, fabrication de faux et blanchiment d'argent. Le 1er novembre 2016, il a été déclaré coupable des trois chefs d'accusation 